# ザ・リング2
『ザ・リング2』（The Ring Two）はアメリカ合衆国のホラー映画で、『ザ・リング』の続編作品。監督は中田秀夫。全米公開は2005年3月18日。日本での公開は同年6月18日。
続編『The Ring 3D』も製作中であったが、名称を『ザ・リング/リバース』に変更し2016年10月28日全米公開されることとなった。

## 概要
前作『ザ・リング』は日本映画版『リング』のリメイク作品だったが、本作はあくまでアメリカ版映画の続編であり、日本のどの『リング』作品（原作小説および映画）とも異なる独自の展開になっている。
監督は、前作のゴア・ヴァービンスキーに代わり、オリジナルを監督した中田秀夫が担当。

## あらすじ
「ザ・リング」で描かれた事件から6か月後。
サマラの呪いの恐怖を体験し、事件の調査に協力した元夫を呪いで失ったレイチェルは、サマラから逃れるためにシアトルから、片田舎アストリアへと息子のエイダンと共に引っ越して、小さな新聞社に就職していた。
ある日ラジオから、10代の男性が死亡しているのが発見されたとの情報が入り、現場へ向かった。そこで遺体を確認し、顔が異様に歪んで死んでいるのを見たレイチェルは、サマラの呪いがまだ存在しているのを確信し、犠牲者の家にあったテープを焼却する。
その後、トイレでエイダンの前にサマラが現れたり、母子で鹿に襲われたりし、パニックに陥ったエイダンがレイチェルに「しゃべらないで、あの子（サマラ）が現れるから」と言ったりする。低体温症になった我が子を救うため、以前の事件でサマラが養子だと分かった事からシアトルに戻り養子相談所、島の家、聖マグダグレン女性の家で調べ、サマラの実母だというエヴリンに会いに精神病院に行く。
エイダンが「僕は眠らない」と言うので睡眠薬を飲ませ、水死状態に置くとサマラが出ていき、レイチェルはテレビの井戸の中に引き込まれる。追われながらも井戸をよじ登り、蓋をしてサマラを井戸に閉じ込める事に成功する。意識を取り戻したレイチェルは「すべて終わった」とエイダンを優しく抱き締めた。

## キャスト
| 役名               | 俳優                     | 日本語吹替 |
| ------------------ | ------------------------ | ---------- |
| レイチェル・ケラー | ナオミ・ワッツ           | 安藤麻吹   |
| マックス・ローク   | サイモン・ベイカー       | 木下浩之   |
| エイダン・ケラー   | デヴィッド・ドーフマン   | 上村祐翔   |
| サマラ・モーガン   | ダヴェイ・チェイス       | かないみか |
| エヴリン           | シシー・スペイセク       | 園田恵子   |
| エミリー           | エミリー・ヴァンキャンプ | 甲斐田裕子 |
| エマ・テンプル     | エリザベス・パーキンス   |            |
| マーティン         | ゲイリー・コール         |            |
| イーブル・サマラ   | ケリー・ステイブルス     |            |

その他の声の出演：泉晶子、天田真人、深尾眞理、甲斐田裕子、加門良、水内清光、峯香織、木野しのぶ、渡辺英雄、江川大輔、風間秀郎、呑山仁奈子、西海真理、細野雅世、泉裕子、杉野博臣

## スタッフ
- 監督：中田秀夫
- 脚本：アーレン・クルーガー
- 製作：ウォルター・F・パークス、ローリー・マクドナルド

## テレビ放映
| 回数 | 放送局     | 放送枠    | 放送日        | 放送時間  | 放送分数 | 吹替版     | 平均世帯 視聴率 | 備考 |
| ---- | ---------- | --------- | ------------- | --------- | -------- | ---------- | --------------- | ---- |
| 1    | テレビ東京 | サタ☆シネ | 2025年2月23日 | 2:45-4:35 | 110分    | 劇場公開版 |                 |      |

- 地上波放送・関東地区のみ記載。
- 視聴率はビデオリサーチ調べ。関東地区でのデータ。